# Delosperma bosseranum
Delosperma bosseranum là một loài thực vật có hoa trong họ Phiên hạnh. Loài này được Marais mô tả khoa học đầu tiên năm 1979.